# Ermita de San Miguel (Campanet)
La ermita de San Miguel es una iglesia situada en el Pla del Tel en el término de Campanet que, esencialmente, conserva la factura gótica de las iglesias de repoblación aragonesa edificadas en la isla de Mallorca después de la conquista de Mallorca por Jaime I, con el añadido de una espadaña cerca del portal de acceso del siglo XV.
Se documenta por primera vez en la bula del Papa Inocencio IV de 1248 en que se la menciona como parroquia, tendría jurisdicción sobre los actuales términos de Campanet, Búger y La Puebla, donde estaba el oratorio de Crestatx. En 1315 la parroquia fue trasladada a la Puebla de Huialfàs y hasta 1362 fue vicaría sufragánea, este año, en un contexto de separación de las villas de La Puebla y Campanet, recuperó la condición de parroquia que mantuvo hasta 1425, año en que la iglesia parroquial queda residenciada en la actual ubicación en el interior del pueblo de Campanet.
Una tradición sin fundamento, pero bien arraigada en la historiografía local hasta principios del siglo XX, indica que la causa del traslado fueron unas inundaciones en el año 1425 que arrasaron una supuesta población primitiva, pero la documentación excluye la existencia de población en el Pla del Tel y, en cambio, menciona que las obras de la nueva iglesia ya estaban iniciadas en 1398. La causa real debía ser la distancia entre el núcleo de población y el templo, unos dos kilómetros.
Se conocen los nombres de los siguientes rectores:
- Jaume Mateu (<1.279 a 1.299)
- Bernat Riera (antes de 1315), continuó ejerciendo en San Antonio Abad de La Puebla.
- Traslado de la Parroquia a Huialfàs (1315-1362)
- Guillem Amer (1362)
- Bernat Granado (1362-1374)
- Jaume Castelló (1374 -)
- Ramon Porter (~ 1382 → 1398)